# Леоново (Талдомский городской округ)
Леоново — деревня в Талдомском районе Московской области России, входит в состав сельского поселения Ермолинское. Население — 4 чел. (2010).

## География
Деревня расположена на севере Московской области, в восточной части Талдомского района, примерно в 15,5 км к востоку от центра города Талдома, с которым связана прямым автобусным сообщением (маршруты № 26 и № 29), рядом с автодорогой, соединяющей районный центр с трассой Р104.
Ближайшие населённые пункты — деревни Айбутово и Костенёво. Южнее деревни находится участок «Дубненский болотный массив», севернее — участок «Апсаревское урочище» государственного природного заказника «Журавлиная родина».

## Население
| 1859 | 1905 | 1926 | 2002 | 2006 | 2010 |
| ---- | ---- | ---- | ---- | ---- | ---- |
| 154  | ↗196 | ↘122 | ↘0   | →0   | ↗4   |

## История
В «Списке населённых мест» 1862 года — владельческая деревня 2-го стана Александровского уезда Владимирской губернии по правую сторону реки Дубны, к северу от Нушпольского болота, в 90 верстах от уездного города и 40 верстах от становой квартиры, при колодцах, с 23 дворами и 154 жителями (73 мужчины, 81 женщина).
По данным 1905 года входила в состав Нушпольской волости Александровского уезда, 31 двор, 196 жителей.
По материалам Всесоюзной переписи населения 1926 года — деревня Калинкинского сельского совета Ленинской волости Ленинского уезда Московской губернии, в 14,9 км от Кашинского шоссе и 14,9 км от станции Талдом Савёловской железной дороги, проживало 122 жителя (66 мужчин, 56 женщин), насчитывалось 26 хозяйств, из которых 24 крестьянских.
С 1929 года — населённый пункт в составе Ленинского района Кимрского округа Московской области.
Постановлением ЦИК и СНК от 23 июля 1930 года округа как административно-территориальные единицы были ликвидированы. Постановлением Президиума ВЦИК от 27 декабря 1930 года городу Ленинску было возвращено историческое наименование Талдом, а район был переименован в Талдомский.
1930—1959 гг. — деревня Куниловского сельсовета Талдомского района.
1959—1963, 1965—1992 гг. — деревня Припущаевского сельсовета Талдомского района.
1963—1965 гг. — деревня Припущаевского сельсовета Дмитровского укрупнённого сельского района.
1992—1994 гг. — деревня Юркинского сельсовета Талдомского района.
1994—2006 гг. — деревня Юркинского сельского округа Талдомского района.
С 2006 г. — деревня сельского поселения Ермолинское Талдомского муниципального района Московской области.